# Pasar Liwa
Pasar Liwa is een bestuurslaag in het regentschap Lampung Barat van de provincie Lampung, Indonesië. Pasar Liwa telt 5258 inwoners (volkstelling 2010).